# Surveillance de la qualité de l'air

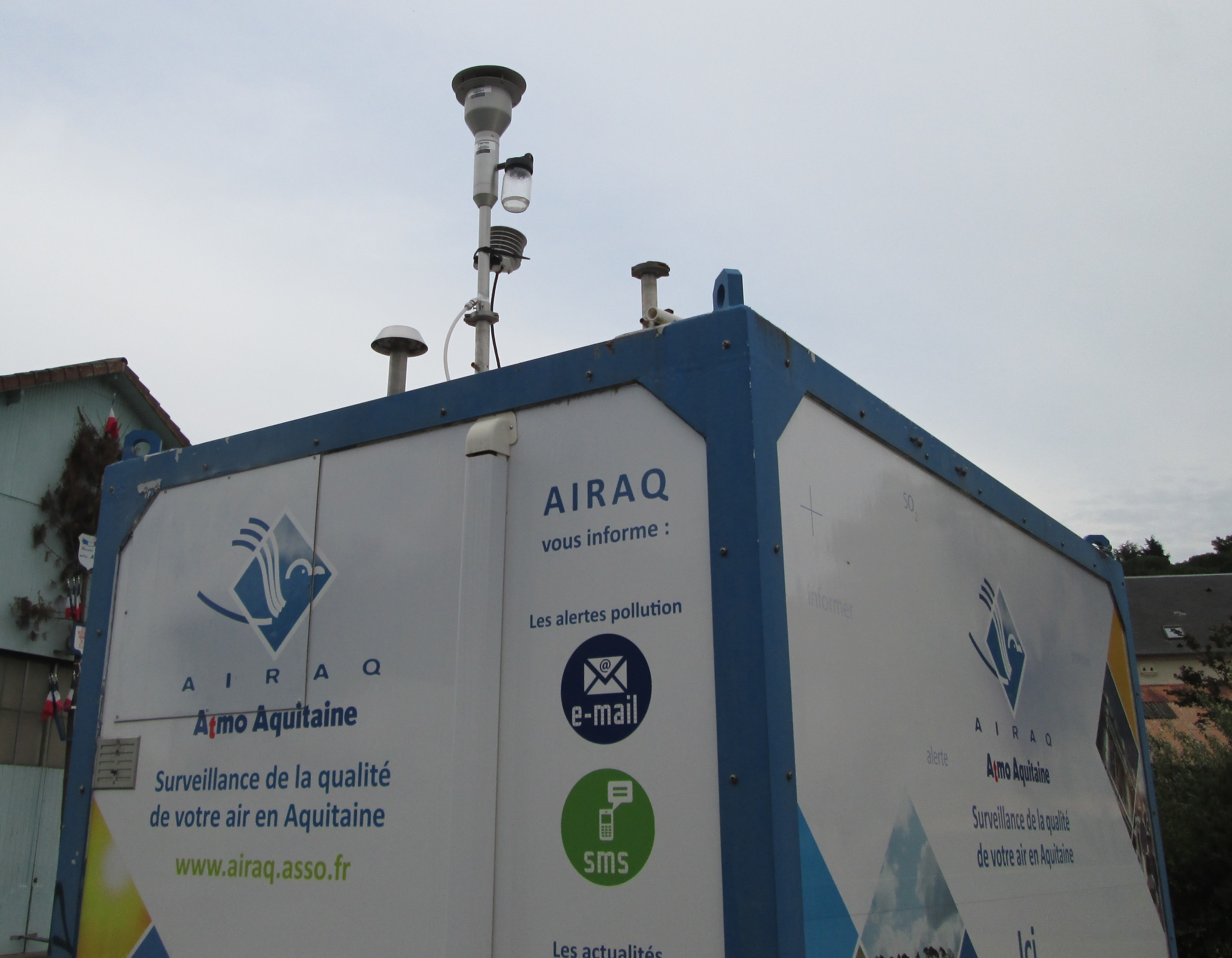
Remorque laboratoire et sa tête de prélèvement, en centre urbain, en Aquitaine (AASQA Airaq).

La surveillance de la qualité de l'air concerne essentiellement celle de l'air ambiant, c'est-à-dire de l'air que le public respire, situé près du sol.
Celui-ci revêt une importance particulière car, en tout lieu, c'est l'« air public », respiré par l'ensemble de la population, c'est-à-dire y compris par les personnes sensibles : jeunes enfants, personnes âgées, personnes allergiques, personnes ayant des problèmes respiratoires, oculaires, cardiaques et autres.

## Surveillance en Europe
Dans les états modernes, cette surveillance est organisée par des organismes compétents, et les résultats sont transmis aux pouvoirs publics.
Dans la majorité des États de la communauté européenne, cette surveillance est effectuée par des services spécialisés des organismes d'États (ministère de l'Environnement ou équivalent).

## Surveillance en France

### Organismes responsables
La qualité de l'air, via le suivi de certains indicateurs de pollution de l'air, est mesurée par un ensemble d'associations loi de 1901 agréées. Les « associations agréées de surveillance de la qualité de l'air », mandatées par le ministère de l’Écologie, étudient la pollution atmosphérique dans l'air ambiant au moyen d'environ 650 stations de mesures (avril 2017) réparties sur tout le territoire. 
Présentes dans chaque région, elles sont fédérées au sein de Atmo France.
D'autres acteurs français de la surveillance de la qualité de l'air sont :
- le Laboratoire central de surveillance de la qualité de l'air, composé de l'Institut national de l'environnement industriel et des risques (INERIS), du Laboratoire national de métrologie et d'essais (LNE) et de l'École nationale supérieure Mines-Télécom Lille-Douai, qui est chargé de la coordination technique de la surveillance[1] ; il aide aussi à la bonne mise en œuvre du référentiel technique national et veille à la qualité des mesures dans le respect des exigences des directives[2] ;
- le consortium Prev'Air qui gère la plate-forme nationale de prévision et de cartographie de la qualité de l'air ;
- le Centre interprofessionnel technique d'études de la pollution atmosphérique (CITEPA), responsable technique des inventaires nationaux des émissions des principaux polluants et gaz à effet de serre[3].

Un arrêté du 22 avril 2017 précise les missions de ces acteurs, actualise le cadre normatif de la surveillance et détermine des prescriptions techniques pour les polluants réglementés 

### Moyens de contrôle
Les principaux polluants réglementés en France sont les PM10, PM2,5, NOx, O3, SO2, CO ainsi que le benzène et les métaux lourds. 
Les contrôles renseignent les inventaires régionaux des émissions, via des outils de mesure installés sur le terrain ou via des outils numériques comme la modélisation et la prévisions, pour notamment cartographier la pollution.

## Mesure citoyenne de la qualité de l'air
Avec le développement des capteurs, des citoyens font aussi une veille de la qualité de l'air.